# Teknofobi
Teknofobi (från grekiskans τέχνη tékhnē, "konst, hantverk, list" och φόβος phobos "fruktan") är motsatsen till teknofili och innebär rädsla eller motvilja mot avancerad teknik och komplicerade produkter, i synnerhet datorer.
Begreppet används vanligtvis för att beskriva en irrationell rädsla, medan vissa hävdar att fobin är berättigad. Fobin fick ursprungligen uppmärksamhet under den industriella revolutionen, varefter den har setts påverka olika samfund och samhällen världen över. Detta har fått vissa grupper att ta ställning mot modern teknisk utveckling i ett försök att bevara sina ideologier. I några av dessa fall har den nya tekniken kommit i konflikt med den etablerade tron, såsom personliga värderingar i enkla och anspråkslösa livsstilar.
Ett antal exempel på teknofobiska idéer finns i flera former av konst, allt från litterära verk som Frankenstein till filmer som Metropolis och Det regnar köttbullar. Många av dessa verk skildrar enligt teknofobin en mörk sida av tekniken. Allt eftersom tekniken blir mer avancerad och komplex kan människor bli mer oroade över sin användning av modern teknik.

## Allmän förekomst
Tidningen Computers in Human Behavior genomförde mellan 1992 och 1994 en global undersökning för att ta reda på hur många förstaårsstudenter som drabbats av teknofobi. Av 3392 studenter svarade 29 % att de led av hög teknofobisk rädsla. Detta kan jämföras med Japan (58 %), Indien (82 %) samt Mexiko (53 %). I en rapport publicerad 2000 uppgavs att ungefär 85 till 90 procent av nyanställda i en organisation kan vara obekväma med ny teknik och i viss utsträckning är teknofober.

## Historia
Teknofobi uppmärksammades både nationellt som internationellt under den industriella revolutionens tidiga skede. Utvecklingen av nya maskiner, som sköttes av okvalificerade arbetare och ibland barn, ersatte de bättre betalda hantverkarna, dessa började nu frukta minskad efterfrågan av sina produkter. En grupp vävare förstörde 1675 maskinerna som ersatt dem. Vid 1727 hade förstörelse blivit så utbrett och normaliserat att parlamentet förbjöd rivning av maskiner. Denna åtgärd stoppade dock inte våldsamheterna. Ludditerna, en grupp anti-tekniska arbetstagare, förenades under namnet "Ludd" i mars 1811. Deras syfte var att förstöra textilmaskiner som ansågs hota den mänskliga arbetskraften. De fick sin blev uppmärksammade eftersom de plundrade hus på tillgångar, kämpade för fackliga rättigheter och samtidigt så hotade de med våld. Dåliga skördar och matupplopp bidrog till ludditernas mål att skapa en orolig och upprörd population.
1800-talet var också början på den moderna vetenskapen med hjälp av Louis Pasteur, Charles Darwin, Gregor Mendel, Michael Faraday, Henri Becquerel och Marie Curie samt uppfinnare som Nikola Tesla, Thomas Edison och Alexander Graham Bell. Världen förändrades snabbt, för snabbt enligt de som fruktade de förändringar som skedde och som längtade efter en enklare tid. Den romantiska rörelsen exemplifierade dessa känslor. Romantiken trodde på fantasi framför förnuft, det "organiska" framför mekaniska, samt en längtan till enkelheten, mer pastorala tider. Poeter som William Wordsworth och William Blake trodde att den tekniska förändring som ägde rum under den industriella revolutionen förorenade deras passionerade syn på naturen som perfekt och ren.
Efter andra världskriget fortsatte en rädsla för tekniken att växa, till stor del pådriven av bombningarna av Hiroshima och Nagasaki. Med spridningen av kärnvapen och det kalla kriget började folk undra vad som skulle bli hända med världen. Under andra världskriget startade ekologism som en rörelse. Den första internationella konferensen om luftföroreningar hölls år 1955 och på 1960-talet växte en ilska bland alla miljövänner angående blyhalten i bensin. Under 1980-talet uppmärksammades förtunningen av ozonskiktet och hotet om global uppvärmning.

## Teknofobiska grupper
Ett flertal sociala grupper kan benämnas teknofobiska, bland de mest kända återfinns Ludditerna. Ludditerna var en brittisk hantverksfolkrörelse under tidiga 1800-talet i opposition mot avancerad teknik inom textilindustrin. Framstegen inom tekniken ersatte många skickliga textilhantverkare med relativt dåliga maskiner.

## Teknofobi i kulturen
Ett tidigt exempel på teknofobi i litteraturen och modern kultur är Mary Shelleys Frankenstein. Verket har varit en grundpelare för science fiction sedan dess, exemplifierad av filmer som Fritz Langs "Metropolis", vilket visar ett exempel på hur teknofobi kan förekomma, och Charlie Chaplins "Moderna tider", där människor nedgraderas till kugghjul i maskineriet, en produkt av ny industriell teknik lik som Löpandebandsprincipen. Detta fortsatte genom 1950-talet med rädsla för kärnvapen och strålning, vilket ledde till gigantiska insekter i monsterfilmer, liksom det varnande exemplet "The Day the Earth Stood Still", och in i 1960-talet, med seriefigurer som Hulken. Detta följdes sedan upp med rädsla för superintelligenta robotar, och människans uppror mot dessa, vilket var ett återkommande tema i Star Trek, från originalserien till "ST:NG" till "Voyager" under 1990-talet.
Även under 1960-talet, filmen Omega Man (löst baserad på Richard Mathesons roman Varulvarnas natt) visade en värld förstörd av biologiska vapen och bara en tunn skara människor bland en kultur bestående av överlevande mutanter. Charlton Hestons karaktär är en forskare som blir måltavla för mutanterna som försöker att förstöra all forskning och maskineri på grund av deras teknofobiska tro. Teknofobi är även temat för Walter M. Millers novell A Canticle for Leibowitz, där kärnvapenkrig gör ett försök att utplåna vetenskapen som ansågs vara ansvarig för eländet.
Under 1970-talet så erbjöd "The Forbin Project" och "Demon Seed" exempel på en värld dominerad av datorer. Under 1970-talet skapade Rich Buckler Deathlok, en cyborg skapad av en galning och använd som en lydig dödsmaskin, således en mörk variant av Frankenstein.
Teknofobi uppnådde kommersiell framgång under 1980-talet med filmen The Terminator, där ett datornätverk, Skynet, blir medvetet om sin egen intelligens och beslutar att döda alla människor. Blade Runner visade oss hur konstgjorda människor kunde leva på jorden, och skildrade även hur fel det vore med kopior och kloner, som förblir olyckliga med deras inbyggda begränsningar, vilka krävde modifikationer för att överleva. "Star Trek: Voyager" presenterar en annan vändning, när "överskott" EMH:s, lik som sofistikerade expertsystem för att vara nästan omöjlig att skilja från människan, blir reducerade för slaveri, medan andra, liknande system förvandlades till levande måltavlor.
På senare tid har filmer som I Robot, The Matrix-trilogin, WALL-E, och Terminator-uppföljarna. Exempel som visas är Doctor Who – speciellt episoden Robots of Death – har även tacklat problemen med teknofobi, med en karaktär i Robots of Death som visar en stor rädsla för robotar på grund av deras brist av kroppsspråk, beskriven av Fourth Doctor som ger dem existens för 'dead men walking'. Seriekonsulten Kit Pedler använde även sin rädsla som bas för inspiration till Doctor Whos monster Cybermen, när skaparen blir inspirerad av sin egen rädsla för att artificiella lemmar blir så vanligt att det skulle bli omöjligt att veta när någon upphörde att vara människa och bli en robot. Virtuosity talar om en virtuell seriemördare som lyckas fly till den verkliga världen. Han går på en bärsärkagång innan han oundvikligen stoppas. Detta är en sann teknofobisk film i att dess främsta handlingsbudskap är teknik som gått fel. Det introducerar en mördare som uppenbarligen förstör människor.
I Pixar-filmen WALL-E framställs människor med att ha utvecklat fetma, foglighet och lathet som resultat av att robotar nu kunde göra allt för dem. Även Godfrey Reggio's Qatsi-trilogi konfronterar teknofobin. Idealet att bevara "tänkare" och "arbetare" visar oss att även folk som anammat tekniken fruktar dess potential på något sätt.